# Hippolyte de Villemessant
Jean Hippolyte Auguste Delaunay de Villemessant (Rouen, 22 aprile 1810 – Monte Carlo, 12 aprile 1879) è stato un giornalista francese, noto come patron del quotidiano Le Figaro.